# (5776) 1989 UT2
1989 يو تي 2 (ويعرف أيضًا باسم (5776) 1989 يو تي 2 وفق تسمية الكوكب الصغير) (بالإنجليزية: 1989 UT2)‏ هو كويكب ضمن حزام الكويكبات؛ وترتيبه 5776 من حيث الاكتشاف.
اكتُشف هذا الجُرم الفلكي بواسطة Tsutomu Hioki ‏ في 29 أكتوبر 1989.

## وصلات خارجية
- (5776) 1989 UT2 في قاعدة بيانات مختبر الدفع النفاث لأجرام النظام الشمسي الصغيرة

- الاكتشاف · مخطط المدار ·  العناصر المدارية · المعلمات المادية

- (5776) 1989 UT2 على موقع ويكي سكاي: DSS2, SDSS, GALEX, IRAS, Hydrogen α, X-Ray, Astrophoto, Sky Map, Articles and images